# Międzynarodowy Zderzacz Liniowy
Międzynarodowy Zderzacz Liniowy, ILC (ang. International Linear Collider) – projekt akceleratora liniowego, w którym będą zderzać się elektrony i pozytony, poruszające się z prędkościami bliskimi prędkości światła w próżni (o sumarycznej energii 500 GeV). Szacunkowy koszt budowy to ok. 7 mld USD, nie wliczając detektorów.